# لا مریدیونال
لا مریدیونال (انگلیسی: La Méridionale) شرکت کشتیرانی فرانسوی است، که در سال ۱۹۳۱ تأسیس شد.